# Église Saint-Nabor de Colombey
L’église Saint-Nabor de Colombey est un petit édifice religieux en ruine de la commune de Coincy. C’est une ancienne chapelle castrale devenue siège d’une paroisse 
desservant Aubigny, Coincy et Colombey durant plusieurs siècles. La terrasse de l’église est dressée au-dessus du ruisseau de Vallière, en lisière de forêt, le long de l’ancienne route allant de Colombey à Coincy.

## Description
La tour romane du clocher du XIIe siècle, en bon état de conservation, a quatre baies romanes géminées et communique avec la nef par une porte assez basse à plein cintre. Il reste une ceinture de murs ouverte de deux petites fenêtres rondes en plein cintre certainement du XVIIe siècle et une porte romane du XVe siècle, les vestiges du chœur en cul-de-four et l’emplacement de l’autel.

## Histoire
L’origine de l’église ainsi que son nom ne sont pas connus. La construction de son clocher remonte au XIIe siècle. Elle est probablement dédiée au culte de saint Nabor. La commune de Saint-Avold située à une quarantaine de kilomètres possède une abbatiale Saint-Nabor, Saint-Nabor étant d’ailleurs le premier nom historique de la commune Saint-Avold. Il existe également un village de Saint-Nabor dans le Bas-Rhin, lui aussi lié au saint.
La question de l’appartenance de l’église à l’ordre de Malte reste en suspens. La « Notice historique sur l’église et le château de Colombey » de Charles Abel, contenue dans les Mémoires de l’académie de Metz 1875-76, nous décrit tous les propriétaires de la seigneurie de Colombey et à aucun moment il n’est question des chevaliers de Malte.
Au Moyen Âge, c’était le siège d’une paroisse importante de l’archiprêtré de Noisseville. L’abbé de Senones, au diocèse de Toul, était collateur de la cure. Ce patronage était ancien. L’appartenance à l’abbaye de Senones est en effet attestée dès 1111 dans une charte de l’empereur Henri V. Le 2 avril 1123, une bulle du pape Calixte II confirmant à l’abbé Antoine de Pavie les biens et privilèges de Senones, cité l’« ecclesia de Columbarie » au nombre de ses possessions.

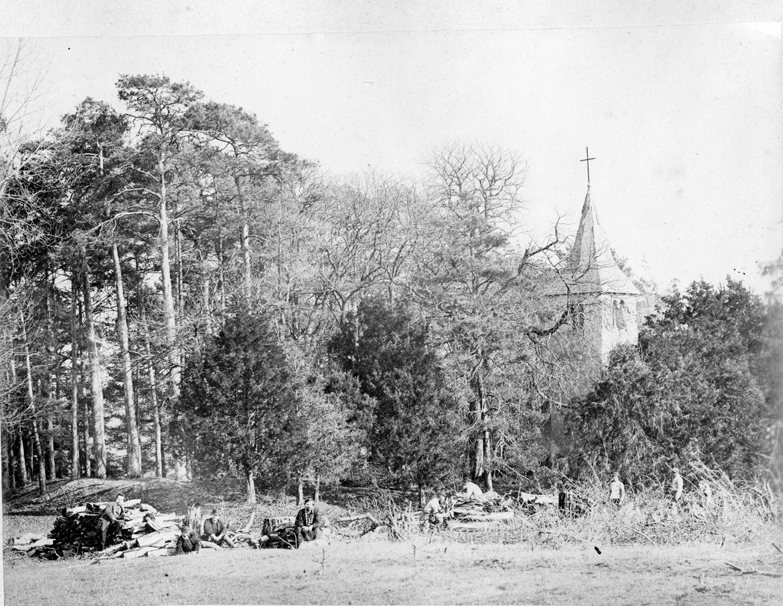
Clocher de l’église en forêt vu depuis le parc du château de Colombey, 1870.

Le 24 juillet 1712, la victoire de Denain sauva la France pendant la guerre de la Succession d’Espagne contre les Impériaux. Nous savons par l’état des indemnités qu’elles furent payées par le Roi de France. Voici le mémoire présenté par le curé Chouine de ce qu’il a perdu dans l’église de Collombé : « Les ennemis ont forcé le tabernacle, ont pris le calice, le voile du St Ciboire, une boëte d’argent qui servait pour porter le viatique aux malades. Ils ont brisé quatre fenêtres et les baraux et pris deux aubes toutes neuves, deux surplis neufs, deux nappes d’autel, quatre serviettes. Ils ont cassé le dey, brisé nos vases et nos cierges et la porte de l’église et toutes lesquelles pertes nous estimons à peu près à la valeur de 200 livres et plus.
Fait à l’église de Collombé, le 26 juin 1712, en présence des échevins de ladite paroisse.
Mémoire de ce que j’ai perdu dans la maison curiale de Coincy : environ cinq hottes de vin tant bu que lâché, un drap de toile de chanvre, trois chemises, deux cravates et des mouchoirs de poche, trois rasoirs et le plat, cassé ma pierre à rasoir, ma fenêtre rompue, toutes lesquelles choses j’estime à la valeur de trente livres. »
L’église Saint-Nabor a desservi Coincy et Aubigny jusqu’au Concordat de 1801. La maison curiale qui appartenait à M. d’Ancerville se trouvait à Coincy.
Après la terreur, les églises étaient en piteux état et elles ne purent toutes être restaurées. L’empereur Napoléon fixa un nombre limitatif de succursales. D’un trait de plume, il déclara annexes plusieurs localités. Cela se fit pendant la campagne de Russie et il est curieux de trouver des documents signés de Moscou pour rattacher certaines localités, notamment Colombey à Coincy.
En 1808, il y avait dans le canton 17 desservants à cause d’un manque de presbytère. Un rapport à Mgr Gaspard-André Jauffret signale au début de cette année-là que Coincy et Colombey sont desservis par Silly-sur-Nied qui est trop éloigné.
En 1812, la commune de Colombey est rattachée à Coincy. Depuis, Colombey fait partie de la paroisse de Borny, Aubigny et Coincy de celle de Saint-Agnan.
Un acte du 30 septembre 1827 propose au maire de Coincy de vendre la cloche et les matériaux de l’église pour aider sa commune à fournir son contingent dans l’acquisition du presbytère. La cloche est vendue, descendue et transférée à l’église de Saint-Agnan. À son profit, Coincy vendit à la marquise de Rose et à la baronne de Tricornot, chacune pour moitié, la vieille église abandonnée depuis 1793 et commençant à tomber en ruine. Selon l’acte de vente du 22 septembre 1842 établi par maître Rollin la commune reçut la somme de 824 Francs et 19 centimes. Mgr Gaspard-André Jauffret vint sur place pour étudier le bien-fondé de la transaction.

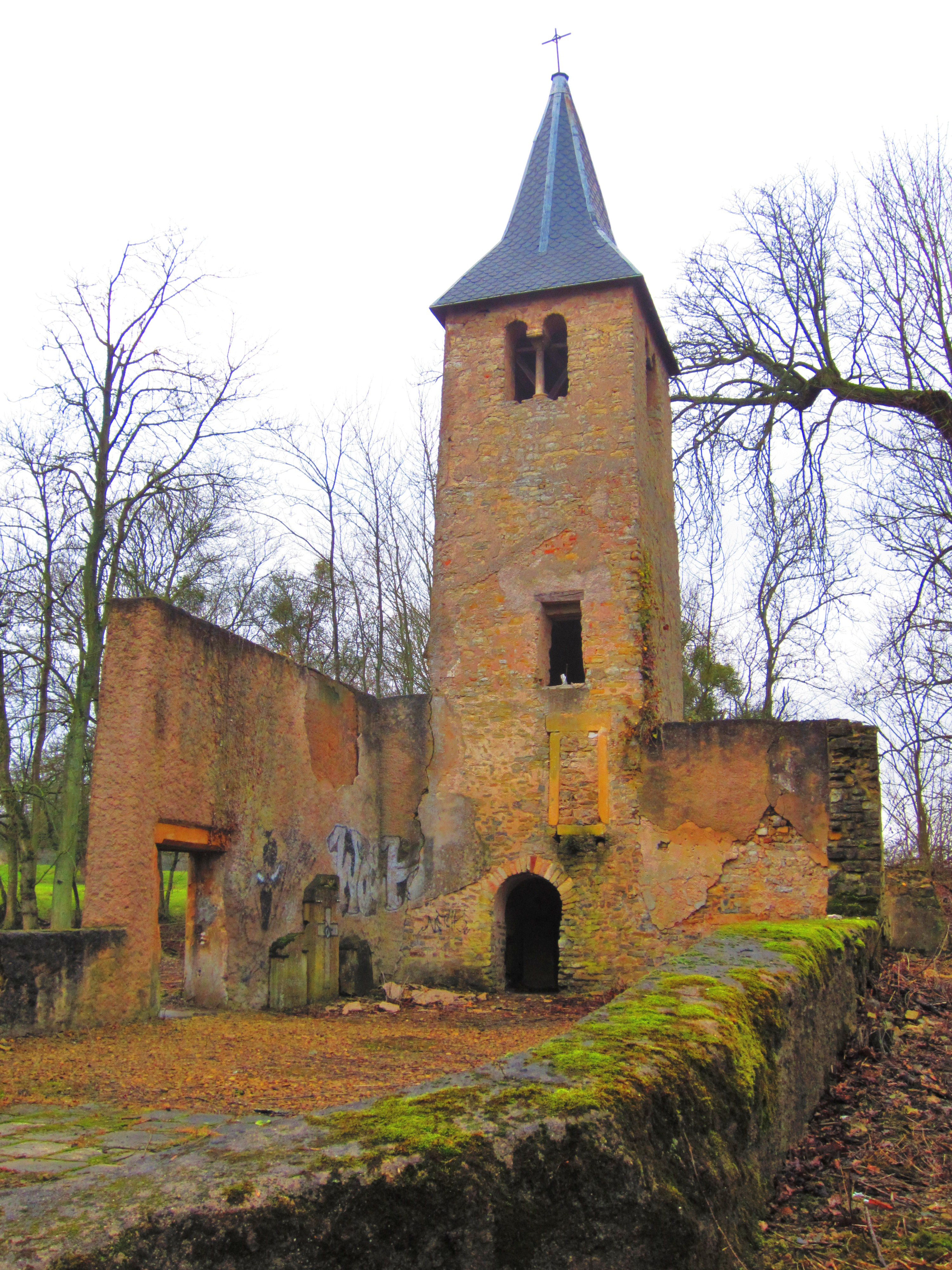
Vue de l’intérieur.

En 1876, Charles Abel décrit l’église dans les Mémoires de l’académie de Metz en 1875-76 : « L’église de Colombey, entourée de son modeste cimetière, sert encore aujourd’hui de paroisse. Isolée au milieu d’une forêt de sapins dominant un vallon dans lequel se joue le ruisseau d’Aubigny, ce pieux édifice fait admirablement dans le paysage. Cet isolement qui a son charme n’est pas sans danger. Des malfaiteurs, en 1875, se sont introduits dans le clocher et ont fait tranquillement sortir la cloche. On en s’est aperçu du vol que le dimanche suivant, quand il s’agit d’appeler les fidèles à l’Office divin ». Comme quoi les pilleurs d’églises ne datent pas d’aujourd’hui ! Il continue : « Mais, en elle-même, l’église de Colombey, ne présente à l’œil du passant que son clocher roman. Ses fenêtres à plein cintre, ses colonnettes à tailloirs, leurs chapiteaux à crosses, accusent le faire du XIIIe siècle. L’église présentait un portail en plein cintre, des fenêtres étroites, un chœur voûté en cul-de-four ».
En 1970, Jeanne de Bouvier, descendante des seigneurs puis propriétaires du domaine de Colombey, fait entièrement refaire la toiture du clocher en ardoise.
En 1993, Philippe Bernard-Michel, son gendre, fait aménager le sol de l’église qui retrouve son niveau ancien. Il est revêtu en pierre concassée de Jaumont, les murs restants sont recrépis, le porche d’entrée est sauvé par une surélévation du mur, les pierres tombales gravées sont placées à l’abri dans le clocher, les trois autres sont appuyées au mur. La végétation ayant remplacé petit à petit le cimetière alentour, les abords de l’église sont dégagés des ronces et arbres vieillissants et sont depuis entretenus chaque année. Nous sommes loin de la description de Charles Abel.
Les dernières pierres tombales remarquables, parmi celles devenues anonymes, sont celles de :
- M.P.Dominique Lavalle, curé de cette paroisse d.c.d le 1 d’août 1781 ;
- Jean-Joseph-Charles-Richard, baron de Tschudy, chevalier de Saint-Louis, ancien officier général au service du Roi décédé le 15 d’août 1822 ;
- Rose Marie de Rieucourt (épouse du précédent), décédée au château de Colombey le 1er janvier 1844 ;
- le corps de Catherine Nassoy, épouse de Michel Gaspard cultivateur à Colombé, âgée de 46 ans.

En décembre 2003, Philippe Bernard-Michel propose un projet de réhabilitation de la chapelle au conseil municipal de Coincy et invite le maire de la commune à venir visiter sur place les travaux qui ont été entrepris par les familles de Bouvier et Fleury, actuels propriétaires de Colombey.

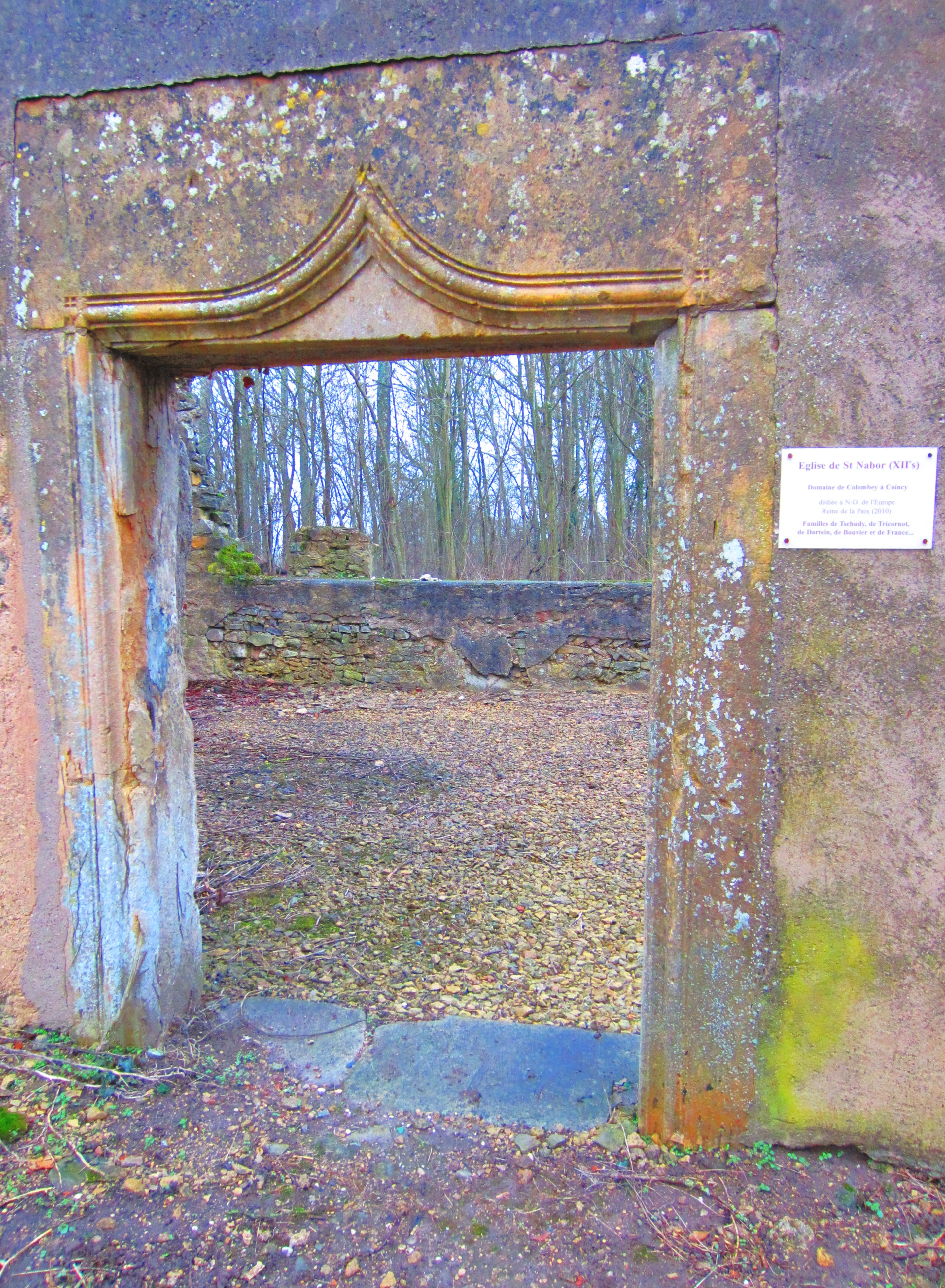
Porte de l’église.

Depuis 2010, la visite des lieux est rendue accessible grâce à l’aménagement d’un portail donnant sur la route et d’un parking. Une route forestière traversant le ruisseau permet de monter à l’église dominant la forêt. Une plaque posée sur le porche d’entrée dédie l’église à Notre-Dame de l’Europe et rappelle les noms des familles qui ont entretenu les lieux.

## Valorisation du patrimoine
À la Pentecôte 2013, les jeunes générations[Qui ?] ont décidé de créer l’association des Amis de l’église Saint-Nabor à Coincy pour permettre de conserver et réhabiliter le site.

## Cure de Colombey
- Claude Gérardin.

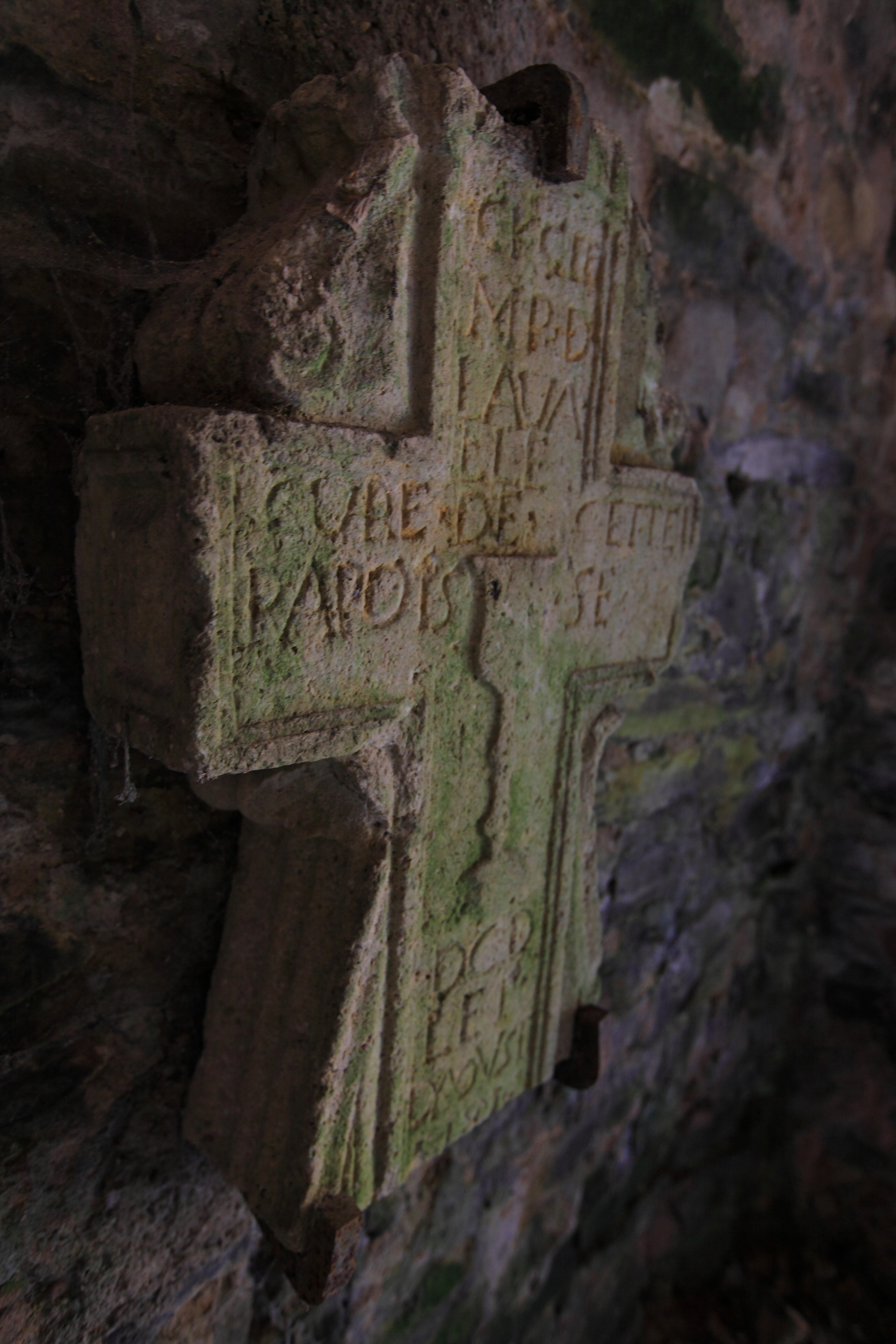
Pierre tombale du curé Lavalle accrochée dans la tour du clocher de l’église, mai 2012.

- 2 septembre 1575 : Nicolas Barat – à la nomination du père Reville, abbé de Sénones.
- 30 juin 1584 : Abraham Simon – clerc notaire M. l’abbé de Sénones.
- Jean Babardal – prêtre.
- 27 mai 1611 : Jean Lecammoufsier – chanoine de Lourbg.
- 10 juillet 1629 : Carolus Leger – chanoine.
- 31 décembre 1669 : Claude Fammel – curé de Borny (2 décembre 1661) permutation.
- 12 avril 1671 : François Louis (mort le 7 octobre 1695 à 65 ans).
- (1684 : Huyn – curé.)
- 27 octobre 1695 : Claude Clément – prêtre. M. l’abbé de Sénones.
- 24 juin 1696 : Jean Mathieu Paté – curé de Saulny avec le consentement de M. l’abbé de Sénones.
- 29 août 1697 : Nicol Maréchal – curé de Coinville (mort le 19 juillet 1707).
- 18 août 1707 : Charles Louis – prêtre (mort le 25 juin 1738 à 65 ans).
- 3 juillet 1738 : Claude Noël – prêtre. M. l’abbé de Sénones.
- 24 février 1739 : Louis Verniolle – prêtre. M. l’abbé de Sénones.
- 30 juin 1742 : Dominique Lavalle – curé de Vigy (mort le 1er août 1781 à 82 ans).
- 5 avril 1779 : Jean Boucher (vicaire).
- 10 août 1781 : Jean Étienne Pichon – prêtre. M. l’abbé de Sénones.

Ce dernier se retira après son remplacement le 19 mai 1791. La municipalité lui refusait le 31 mars 1792 un certificat de résidence, sous prétexte qu’il s’était entre-temps rendu à Trèves ; elle l’accorda cependant le lendemain, après que le curé fut venu s’expliquer devant elle. Elle le dénonça le 30 novembre de la même année et il fut porté sur la liste des émigrés le 17 décembre. Son mobilier fut vendu le 20 mars 1793.
- mai 1791-1792[6] : Christophe Marchal, d’abord aumônier constitutionnel de l’hospice Saint-Nicolas puis curé de Colombey.